# Pitanga
Pitanga là một đô thị thuộc bang Paraná, Brasil. Đô thị này có diện tích 1663,747 km², dân số năm 2007 là 33155 người, mật độ 16,5 người/km².